# Faverolles, Indre

Faverolles este o comună în departamentul Indre, Franța. În 1 ianuarie 2018 avea o populație de 302 de locuitori.